# Саканделидзе, Карло Ильич
Карло Ильич Саканделидзе (1 апреля 1928, Зеда Бзвани, Ванский район, ЗСФСР — 29 октября 2010, Тбилиси, Грузия) — советский и грузинский актёр театра и кино, народный артист Грузинской ССР (1974).

## Биография
Детство будущего актера было трудным: когда ему было три года — не стало его матери; отец, учитель русского языка, был арестован. Карло взяли к себе на воспитание в Тбилиси старшие сестры. В 1944 году Саканделидзе окончил школу №1 в Тбилиси и в том же году поступил на актерский факультет государственного театрального института им. Руставели.
С 1947 г. — артист Тбилисского государственного академического театра им. Шота Руставели, на сцене которого провел более 60 лет. Карло Саканделидзе также много снимался в кино. Дебютировал в 1955 г., когда сыграл в фильме «Лурджа Магданы», который получил Золотую пальмовую ветвь на Каннском кинофестивале. Также известен по фильмам «Не горюй!», «Мимино», «Рача, любовь моя» и другим.
Саканделидзе являлся характерным актером, исполнявшим комические роли. Образы, воплощенные им в кино и на сцене театра, выделяются яркостью и индивидуальностью вне зависимости от возрастного или социального типажа. Актер постоянно занимался совершенствованием своей игры, изучая особенности тех или иных персонажей, чьи роли он исполнял.
В 1998 году за активный вклад в развитие кинематографа и театрального искусства он был награждён грузинским орденом Чести. В 2008 году перед зданием театра им. Руставели в Тбилиси была открыта именная звезда Карло Саканделидзе.
Карло Саканделидзе умер 29 октября 2010 года от продолжительной болезни. Похоронен в Дидубийском пантеоне.

## Фильмография
- 1955 — Лурджа Магданы — Вано, батрак угольщика (роль дублирует Н.Прокопович)
- 1959 — День последний, день первый — почтальон с телеграммами
- 1960 — От двора ко двору
- 1964 — Летние рассказы — бандит
- 1964 — Дети моря
- 1965 — Пьер — сотрудник милиции
- 1967 — Скоро придёт весна — Савил, (роль дублирует Владислав Баландин)
- 1967 — Мой друг Нодар — Обуховский, (роль дублирует Олег Голубицкий)
- 1967 — Возвращение улыбки
- 1967 — Кто-то опаздывает на автобус | ვიღაცას ავტობუსზე აგვიანდება / Vigatsas
- 1968 — Не горюй! — Додо, адвокат
- 1968 — Распятый остров — Джолеба
- 1969 — Свет в наших окнах — оператор Алхаз, (нет в титрах)
- 1969 — Ожидание
- 1969 — Встреча у старой мечети — маркёр Котэ
- 1970 — Звезда нашего города — Парна, (роль дублирует О.Голубицкий)
- 1971 — Перед рассветом — Раждений
- 1973 — Щелчки —Касианэ, сотрудник
- 1973 — Зелёная волна
- 1974 — Ночной визит — Оболадзе, алкоголик, сосед профессора
- 1975 — Незваные гости — Закро, (роль дублирует В.Филиппов)
- 1975 — Незванные гости (фильм, 1975) Незванные гости | ღვინის ქურდები / Gvinis qurdebi
- 1976 — Пацура — Какита, жених
- 1976 — Настоящий тбилисец и другие — служащий
- 1976 — Лестница
- 1977 — Ученик эскулапа — Кукури, (роль дублирует В.Маркин)
- 1977 — Рача, любовь моя | Rača, láska moja (СССР, Чехословакия) — Беглари, отец Заура
- 1977 — Мимино — Цинцадзе, снабженец
- 1977 — Берега — Никандро Килиа, полицмейстер
- 1978 — Перерыв — профорг
- 1978 — Комедия ошибок — доктор
- 1978 — Грузинская хроника XIX века — Эрадзе, чиновник канцелярии
- 1979 — Ника в горах
- 1981 — Судья
- 1982 — Печальный горн — Закро, шарманщик
- 1984 — Рассказ бывалого пилота — охотник
- 1984 — Великий поход за невестой — Бибгаи
- 1985 — Господа авантюристы — Костиа
- 1986 — До луны рукой подать — Евтихий Веридзе, гуриец
- 1988 — Окно — начальник Георгия
- 1988 — Грациозо — Тедо, главная роль
- 1988 — Бывает же … — Капитон, портной
- 1989 — Дети греха — житель хевсурского села
- 1990 — Ах, этот страшный, страшный телевизор — Харитон Кенчадзе
- 1992 — Я обещала, я уйду — нотариус
- 1993 — Шесть и семь
- 1994 — Чонгури
- 1998 — Мой дорогой, любимый дедушка — учитель пения
- 1999 — Прикованные рыцари | Chained Khights, The | Mijachvuli raindebi (Грузия, Россия) — тамада на свадьбе
- 2002 — Кофе и пиво (Грузия)
- 2004 — Кавказский меловой округ — Джандиэри / крестьянин / разводящийся муж

## Роли в театре
- Мачеха Саманишвили — Аристо Квашавадзе
- Кваркваре Тутабери — Кучара
- Сон в рождественскую ночь — Скрудж
- Тариэл Голуа — Георгий

## Награды и звания
- 1958 — Медаль «За трудовое отличие»[1].
- 1961 — Заслуженный артист Грузинской ССР[2].
- 1974 — Народный артист Грузинской ССР.
- 1998 — Орден Чести.